# Anna Simon i Marí
|  | No s'ha de confondre amb Anna Simó i Castelló. |

Anna Simon i Marí (Mollet del Vallès, 9 d'agost de 1982) és una periodista i presentadora de televisió catalana.
Llicenciada en Periodisme, Anna Simon començà amb 22 anys presentant a Teletaxi TV. Després d'un breu pas per Antena 3 i Telecinco en programes de Call TV (com Buenas noches y buena suerte), el 2008 va fitxar per Cuatro com a reportera de Éstas no son las noticias, on apareixia una vegada cada setmana realitzant un reportatge en directe sobre una investigació que havia realitzat sobre algun anunci que havia vist en la premsa sobre negocis telefònics. El 2009, a més, feia de representant d'un dels grups de cada programa de La 1 Los mejores años de nuestra vida canción a canción, juntament amb Ángela Fuente.
El 2008 es va incorporar a Tú sí que vales (Telecinco), on entrevistava els participants entre bastidors, i el 2010 va ser la condutora de La jaula (Antena 3), un programa de tertúlia rosa. Posteriorment, va treballar a TV3, on va participar en els programes Divendres i TVist, fins que el 2010 va fitxar pel programa Tonterías las justas de Cuatro, espai que el 2011 es convertiria en Otra movida al canal Neox.
El juliol de 2012 Anna Simon va fitxar per la segona edició del programa d'Antena 3 Tu cara me suena i el setembre del mateix any va iniciar la seva feina a El hormiguero, també d'Antena 3, com a col·laboradora, seguint la seva carrera professional amb la productora 7 y Acción.
El desembre de 2012 Anna Simon va ser confirmada com a presentadora del programa humorístic Así nos va al costat de Florentino Fernández. El programa es va emetre des del 18 de febrer de 2013 i fins al 28 de juny de 2013 a la sobretaula de laSexta. També va aparèixer com a presentadora al programa d'Antena 3 Por arte de magia, on uns mags mostraven la competició de tres il·lusionistes per ensenyar màgia. El programa va ser emès els mesos de setembre i octubre del mateix any, sent retirat de la graella amb tan sols 4 gales emeses per la seva baixa audiència. El Cap d'Any va presentar les campanades a Antena 3, amb Mayra Gómez Kemp i Paula Vázquez. Des de l'any 2013, també surt de dilluns a divendres a Zapeando, de la LaSexta colaborant tot l'any i presentant-lo a l'estiu.
El novembre de 2016, Televisió de Catalunya va fer públic que seria la presentadora de la 4a edició del programa de TV3 Oh Happy Day.
A finals de 2020 la catalana va decidir marxar de Zapeando, després de 6 anys col·laborant i presentant el programa. D'aquesta forma, va começar a presentar Lloguer a primera vista de TV3, per al 2021.

## Televisió

### Programes de televisió
| Programes de televisió   | Programes de televisió                             | Programes de televisió | Programes de televisió      |
| Any                      | Títol                                              | Emissora               | Notes                       |
| ------------------------ | -------------------------------------------------- | ---------------------- | --------------------------- |
| 2005                     | Doble T                                            | Teletaxi TV            | Col·laboradora              |
| 2008                     | Estas no son las noticias                          | Cuatro                 | Col·laboradora              |
| 2009                     | Los mejores años de nuestra vida canción a canción | TVE                    | Copresentadora              |
| 2009                     | Tú sí que vales                                    | Telecinco              | Col·laboradora              |
| 2010                     | La jaula                                           | Antena 3               | Presentadora                |
| 2010 - 2011              | Tonterías las justas                               | Cuatro                 | Col·laboradora              |
| 2011                     | Feliz Año Neox 2011                                | Neox                   | Presentadora                |
| 2011 - 2012              | Otra Movida                                        | Neox                   | Presentadora                |
| 2012                     | Adiós, 2012, adiós                                 | Antena 3               | Presentadora                |
| 2012                     | Feliz Año Neox 2012                                | Neox                   | Presentadora                |
| 2012 - 2013              | Tu cara me suena                                   | Antena 3               | Concursant                  |
| 2012 - 2016              | El Hormiguero                                      | Antena 3               | Col·laboradora              |
| 2013                     | Campanadas Fin de Año 2013                         | Antena 3               | Presentadora                |
| 2013                     | Adiós, 2013, adiós                                 | Antena 3               | Presentadora                |
| 2013                     | Así nos va                                         | La Sexta               | Presentadora                |
| 2013                     | Por arte de magia                                  | Antena 3               | Presentadora                |
| 2013 - 2015              | Neox Fan Awards                                    | Neox                   | Presentadora                |
| 2013 - 2015; 2017 - 2018 | Me resbala                                         | Antena 3               | Concursant                  |
| 2014 - 2020              | Zapeando                                           | La Sexta               | Col·laboradora Presentadora |
| 2014                     | Campanadas Fin de Año 2014                         | Antena 3               | Presentadora                |
| 2014                     | Tu cara me suena mini                              | Antena 3               | Concursant                  |
| 2015                     | Gala de Carnaval de Santa Cruz de Tenerife         | Nova                   | Presentadora                |
| 2017 - 2019              | Oh Happy Day                                       | TV3                    | Presentadora                |
| 2018                     | La noche de Rober                                  | Antena 3               | Col·laboradora              |
| 2019                     | Persona infiltrada                                 | TV3                    | Presentadora                |
| 2021                     | Lloguer a primera vista                            | TV3                    | Presentadora                |
| 2024                     | El Tros                                            | TV3                    | Presentadora                |